# Kanton Varennes-en-Argonne
Varennes-en-Argonne is een voormalig kanton van het Franse departement Meuse. Het kanton maakte deel uit van het arrondissement Verdun tot het in maart 2015 werd opgeheven en de gemeenten werden toegevoegd aan het aangrenzende kanton Clermont-en-Argonne.

## Gemeenten
Het kanton Varennes-en-Argonne omvatte de volgende gemeenten:
- Avocourt
- Baulny
- Boureuilles
- Charpentry
- Cheppy
- Esnes-en-Argonne
- Lachalade
- Malancourt
- Montblainville
- Varennes-en-Argonne (hoofdplaats)
- Vauquois
- Véry